# Брайън Готфрид
Брайън Готфрид (на английски: Brian Gottfried) е американски тенисист. 

## Биография
Брайън Готфрид е роден на 27 януари 1952 г. в Балтимор, Мериленд, той е евреин. Започва да играе тенис на 5-годишна възраст, след като получава ракета като подарък.

## Кариера
Брайън Готфрид започва своята професионална тенис кариера през 1972 г. Печели 25 титли на сингъл и 54 на двойки по време на професионалната си кариера. Той е финалист на сингъл на Откритото първенство на Франция през 1977 г., печели Откритото първенство на Франция на двойки през 1975 г. и 1977 г., и Уимбълдън на двойки през 1976 г. Той постига най-високо класиране на сингъл в ATP тур, когато световен номер 3, на 19 юни 1977 г., и номер 2 на двойки, на 12 декември 1976 г.

## Кариерна статистика

#### Финали на турнири отГолям шлем(1)
| година | турнир      | съперник      | резултат      |
| ------ | ----------- | ------------- | ------------- |
| 1977   | Ролан Гарос | Гилермо Вилас | 0–6, 3–6, 0–6 |